# 山塘街
七里山塘又名七狸山塘，正式名称为山塘街，是江苏苏州姑苏区一条有将近1200年历史的步行街，西起虎丘山下席场弄，东到阊门外古运河上的渡僧桥，全长3829.6米。

## 历史
唐宝历二年（825年），大诗人白居易从杭州调任苏州刺史，为了便利苏州水陆交通，开凿了一条西起虎丘东至阊门的山塘河，山塘河河北修建道路，称为“山塘街”，山塘河和山塘街长约七里，叫“七里山塘”。自古山塘街有“姑苏第一名街”之称。1762年壬午年乾隆帝南巡游江南，到七里山塘曾御笔书写“山塘寻胜”；如今山塘寻胜御碑亭仍然保存完好。乾隆帝对七里山塘情有独宠，回京后在颐和园后湖仿照七里山塘的模样修建了苏州街。
在明清的诗文中多处提到七里山塘，明朝戏剧作家张凤翼有“七里长堤列画屏，楼台隐约柳条青”之句；清诗人沈德潜称“七里山塘傍水涯，红艳家家，绿荫家家”。
清咸丰十年（1860年），太平天国忠王李秀成攻打苏州，包括山塘街在内的繁华的阊门商业区均被焚毁。此后，太平天国重新盖造房屋，但是仅仅恢复了山塘街，使之成为苏州城门外唯一的商业街。

## 桥梁

### 桐桥遗址
山塘街和山塘河有典型江南水乡的风貌，家家户户前街后河，河上小船来往如梭，街上店铺林立。桐桥曾为山塘街上最高、最美的单孔石拱桥，此桥跨山塘河支流十字洋桐桥圩，古名“胜安桥”，始建于宋代，后屡毁屡建。据记载董小宛当年的雙成館就在桐桥附近；苏州评弹《玉蜻蜓》中贵升入庵、桐桥拾子、庵堂认母的情节均在这里展开。1963年，因河道淤塞而填河拆桥，改为路面。仅存东、西桐桥圩地名。原址现有桐桥遗址展馆和2008年建成的小型桐桥。

### 横七竖八：山塘桥的代表[5]
山塘及其支流上的渡河津梁不计其数，其中著名者谓之“横七竖八”：
横跨山塘河的古桥有7座，山塘桥、通贵桥（又名瑞云桥）、星桥、彩云桥（又名半塘桥）、普济桥、望山桥（曾名便山桥）和西山庙桥。
跨越南岸支流，竖贯南堤的古桥有8座：白姆桥、毛家桥、桐桥（曾名洞桥、胜安桥）、白公桥、青山桥、绿水桥、斟酌桥和万点桥，而对岸跨越支流之桥也是八座，有同善桥（小普济桥）、引善桥等。其中山塘桥、彩云桥、便山桥和洞桥四座桥建于宋代以前。
通贵桥，单孔石级拱桥，在明弘治年初建。清顾公燮《丹午笔记：山塘吴文端公一鹏与菩提庵前郭方伯某友善，朝夕过从，造桥以便往来，名曰通贵》。明隆庆二年五色云呈现桥上，故又名瑞云桥，崇祯、乾隆、光绪年间重修。该桥横石、竖栏前后均刻有“里人吴三复重建”等。星桥，亦系单孔拱形石桥，在明成化年重修，桥栏刻同治五年六月里人捐资重建。另有颇负盛名的桐桥，建立时间较早，原名胜安桥，曾为山塘最高的单孔拱形石桥。1964年拆除。旁宋代始建的观音阁仍在。西山庙桥，原名元庆桥，因桥堍有西山庙而得名，是山塘最西端最后一座单孔石级拱桥。清康熙、咸丰年间与1992年重修。桥东侧阳刻桥联：“跨水虹粱新结构；合流虎阜抱潆洄”。

## 石狸
早在明清时代，这七只狸猫雕塑就已在繁华的山塘街出现，不过以前的石貍并不在桥头；这些石貍上世纪50年代之后逐渐消失。根据民间传说，明朝刘伯温为破风水，沿山塘安放七只石狸。一些作者甚至认为“七里山塘”乃“七狸山塘”所讹，不过，并无文字记载支持这种说法。有研究者认为，山塘街商贸繁盛，拥有很多绸缎店、布匹店、书画店，这些店铺最惧鼠患，所以商人们设置狸猫雕塑，希望震慑老鼠；也有学者认为，按照古代风水观念，民居最忌直接对着桥堍，设狸猫石刻，能发挥“石敢当”作用。
2006年，七里山塘重新安放七只石狸；这七只石狸从东到西依次是：美仁狸（山塘桥）、通贵狸（通贵桥）、文星狸（星桥）、彩云狸（彩云桥）、白公狸（普济桥）、海涌狸（望山桥）、分水狸（西山庙桥）。

## 景点
- 吴一鹏故居玉涵堂
- 苏州商会博物馆
- 苏州生肖邮票博物馆
- 唐少傅白公祠
- 吴中贝氏纪念馆
- 中国南社纪念馆
- 安泰救火会
- 御碑亭
- 阊门寻根纪念地

## 文物保护单位
| 名称               | 编号               | 年代               | 地址                                         | 分类               | 图片                                         | 备注                                         |                    |
| 江苏省文物保护单位 | 江苏省文物保护单位 | 江苏省文物保护单位 | 江苏省文物保护单位                           | 江苏省文物保护单位 | 江苏省文物保护单位                           | 江苏省文物保护单位                           | 江苏省文物保护单位 |
| ------------------ | ------------------ | ------------------ | -------------------------------------------- | ------------------ | -------------------------------------------- | -------------------------------------------- | ------------------ |
| 葛成墓             | 116                | 明                 | 姑苏区虎丘街道山塘街                         | 古墓葬             |                                              |                                              |                    |
| 五人墓             | 118                | 明天启六年（1626） | 姑苏区虎丘街道山塘街                         | 古墓葬             |                                              |                                              |                    |
| 玉涵堂             | 717                | 明清～民国         | 姑苏区虎丘街道东杨安浜16号                   | 古建筑             |                                              |                                              |                    |
| 普济桥             | 872                | 清                 | 姑苏区虎丘街道山塘街                         | 古建筑             |                                              |                                              |                    |
| 苏州市文物保护单位 |                    |                    |                                              |                    |                                              |                                              |                    |
| 白公堤石幢         |                    | 明                 | 山塘街                                       |                    |                                              |                                              |                    |
| 李鸿章祠           |                    | 清                 | 山塘街845号                                  |                    |                                              |                                              |                    |
| 汀洲会馆           |                    | 清                 | 姑苏区山塘街192号 阊门外上塘街285、287号仓库 |                    |                                              | 2003年第一批市控保（1-191） 2019年第八批市保 |                    |
| 李氏祗遹义庄       |                    | 清                 | 姑苏区虎丘街道山塘街815号 小学               |                    | 2003年第一批市控保（1-184） 2019年第八批市保 |                                              |                    |
| 张国维祠           |                    | 清                 | 姑苏区虎丘街道山塘街800号                    |                    | 2014年第四批市控保（4-3） 2019年第八批市保   |                                              |                    |
| 鲍传德庄祠         |                    | 民国               | 姑苏区虎丘街道山塘街787～789号山塘房管所     |                    |                                              | 2003年第一批市控保（1-178） 2019年第八批市保 |                    |
| 苏州市控制保护建筑 |                    |                    |                                              |                    |                                              |                                              |                    |
| 许宅               | 1-179              | 清                 | 山塘街250号                                  |                    | 山塘房管所                                   |                                              |                    |
| 汪氏义庄           | 1-180              | 清                 | 山塘街480号                                  |                    | 居民                                         |                                              |                    |
| 陶贞孝祠           | 1-181              | 清                 | 山塘街696号                                  |                    | 虎丘中心小学                                 |                                              |                    |
| 郁家祠堂           | 1-182              | 民国               | 山塘街502号                                  |                    | 大德小学                                     |                                              |                    |
| 观音阁             | 1-183              | 民国               | 山塘街578号                                  |                    | 居民                                         |                                              |                    |
| 某宅               | 1-185              | 清                 | 山塘街252号                                  |                    | 废品收购商店                                 |                                              |                    |
| 某宅               | 1-186              | 清                 | 山塘街454号                                  |                    | 居民                                         |                                              |                    |
| 敕建报恩禅寺       | 1-187              | 清                 | 山塘街728号                                  |                    | 虎丘饭店                                     |                                              |                    |
| 岭南会馆头门       | 1-188              | 清                 | 山塘街136号                                  |                    | 山塘中心小学校办厂                           |                                              |                    |
| 山东会馆门墙       | 1-189              | 清                 | 山塘街552号                                  |                    |                                              |                                              |                    |
| 天和药铺           | 1-190              | 清                 | 山塘街374号                                  |                    | 山塘工疗站                                   |                                              |                    |
| 致冷双阁           | 5-8                | 民国               | 山塘街虎丘山山门内8号                        |                    |                                              |                                              |                    |

## 画廊

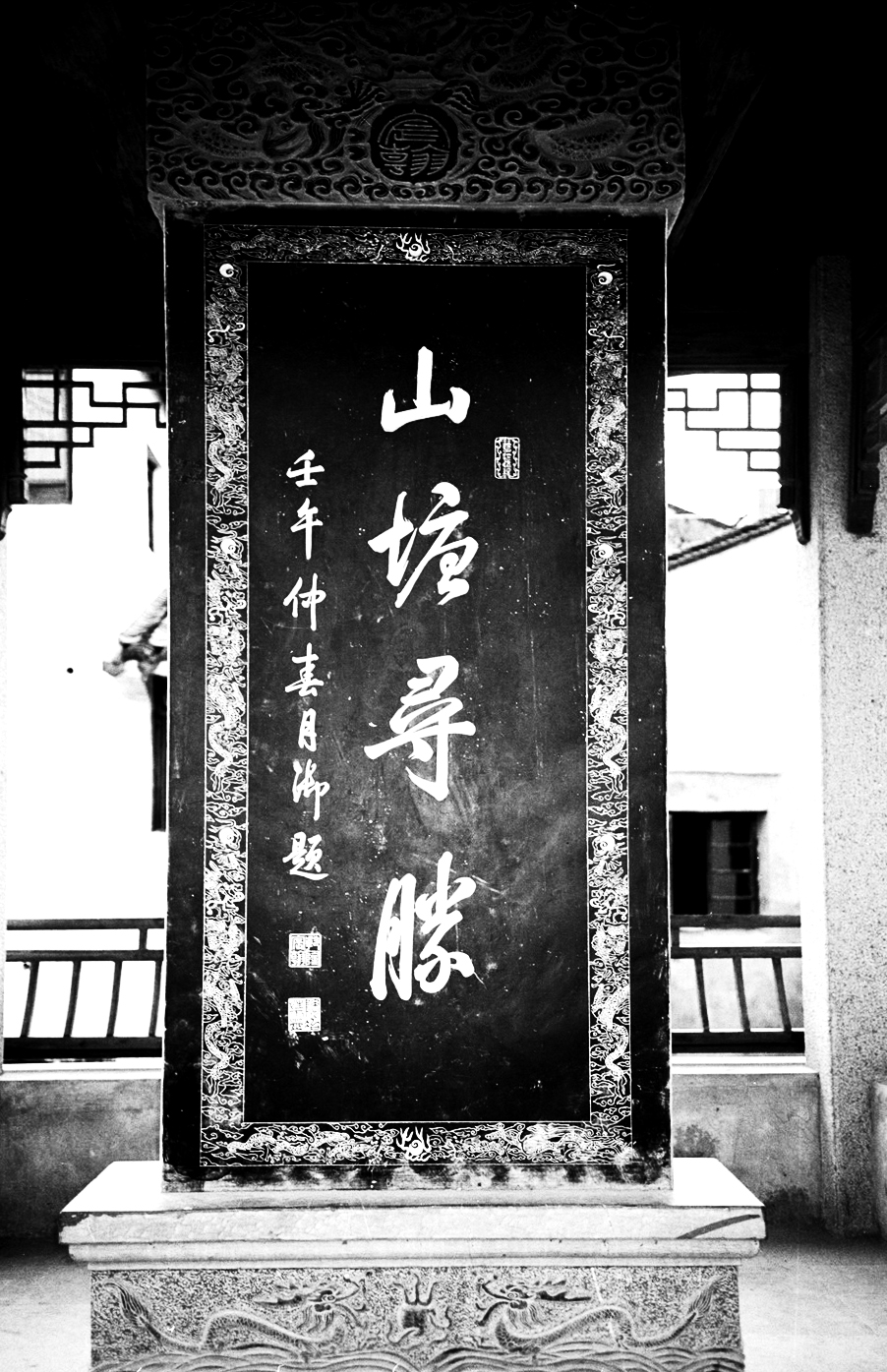
乾隆御碑
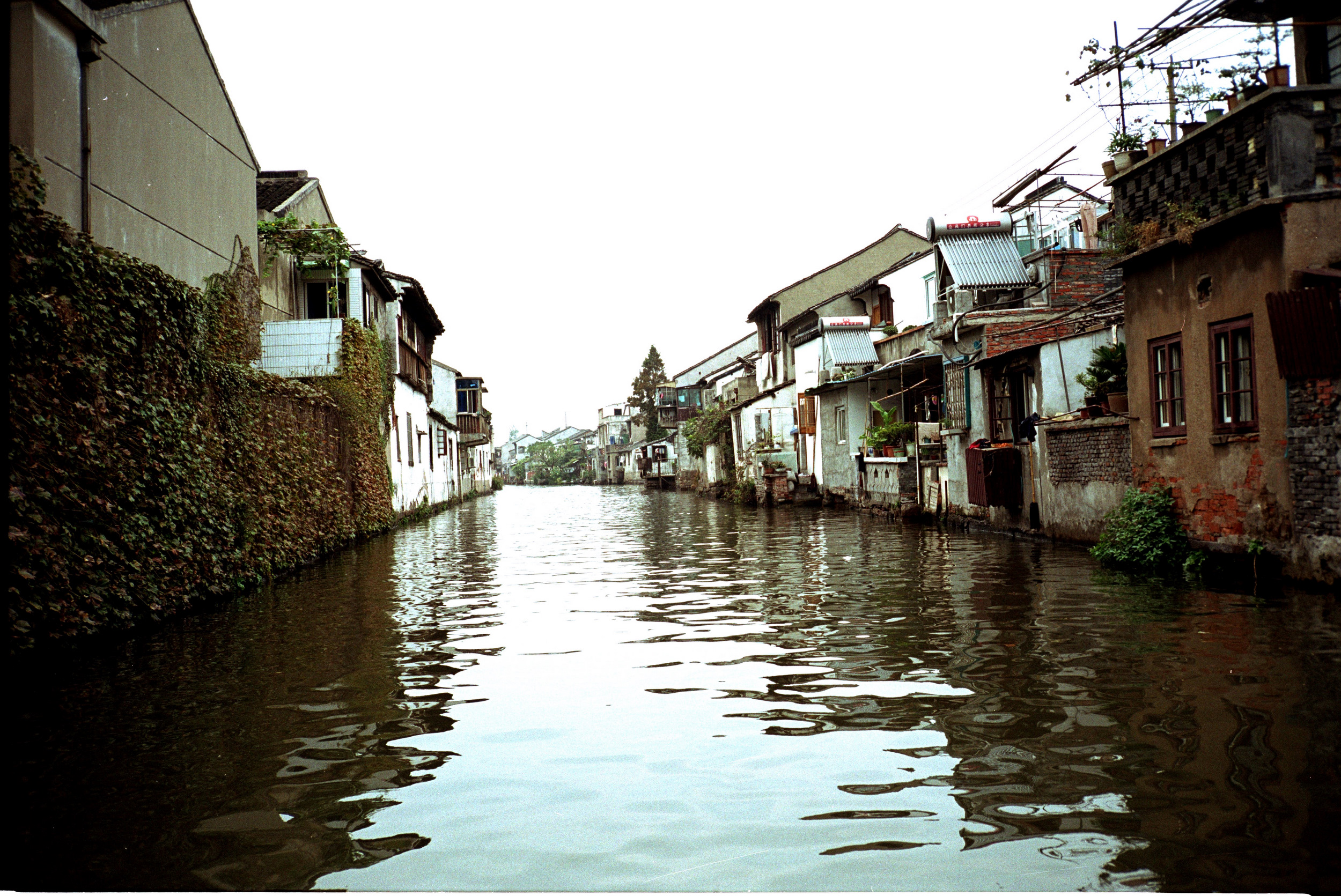
白居易山塘河
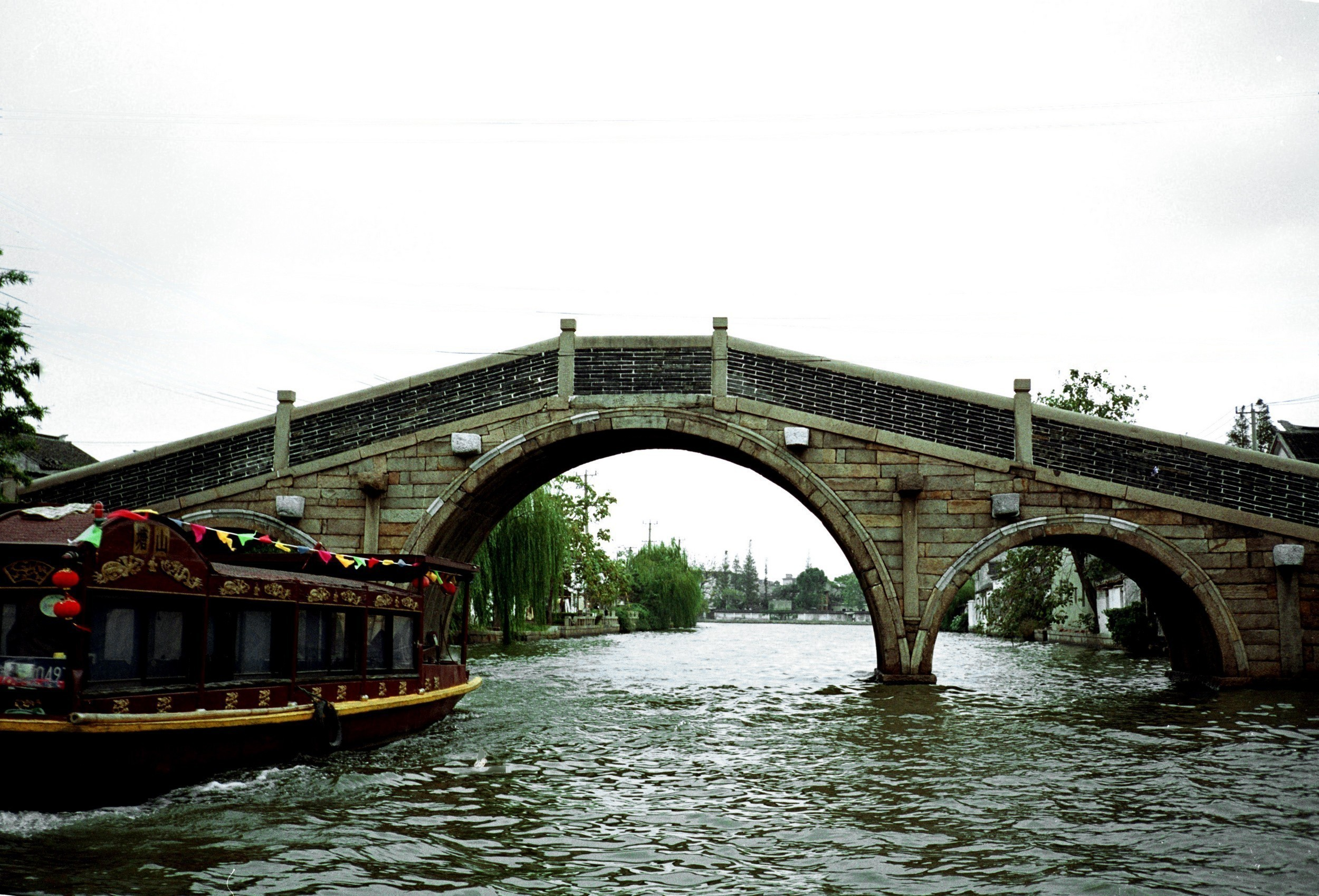
七里山塘普济桥
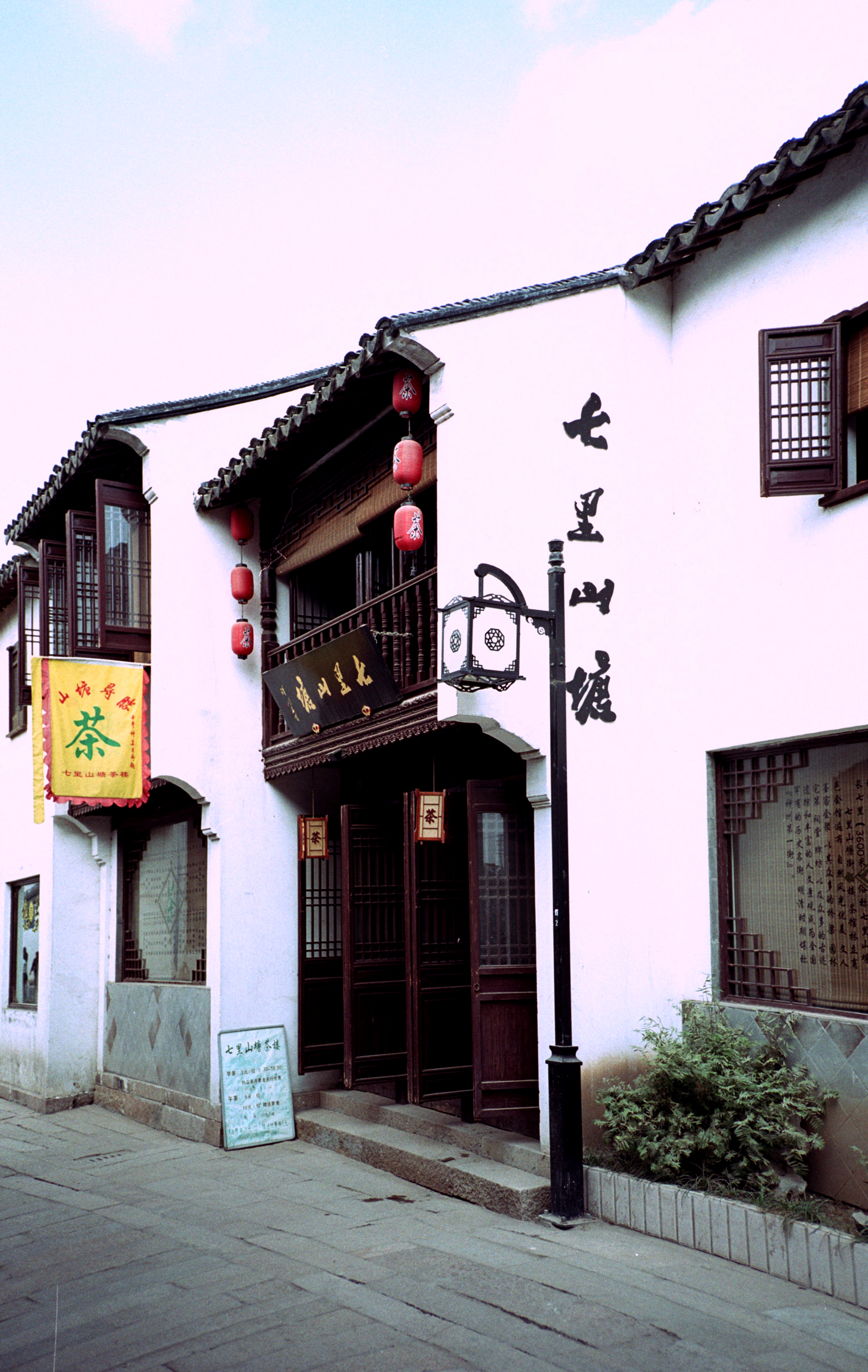
七里山塘街
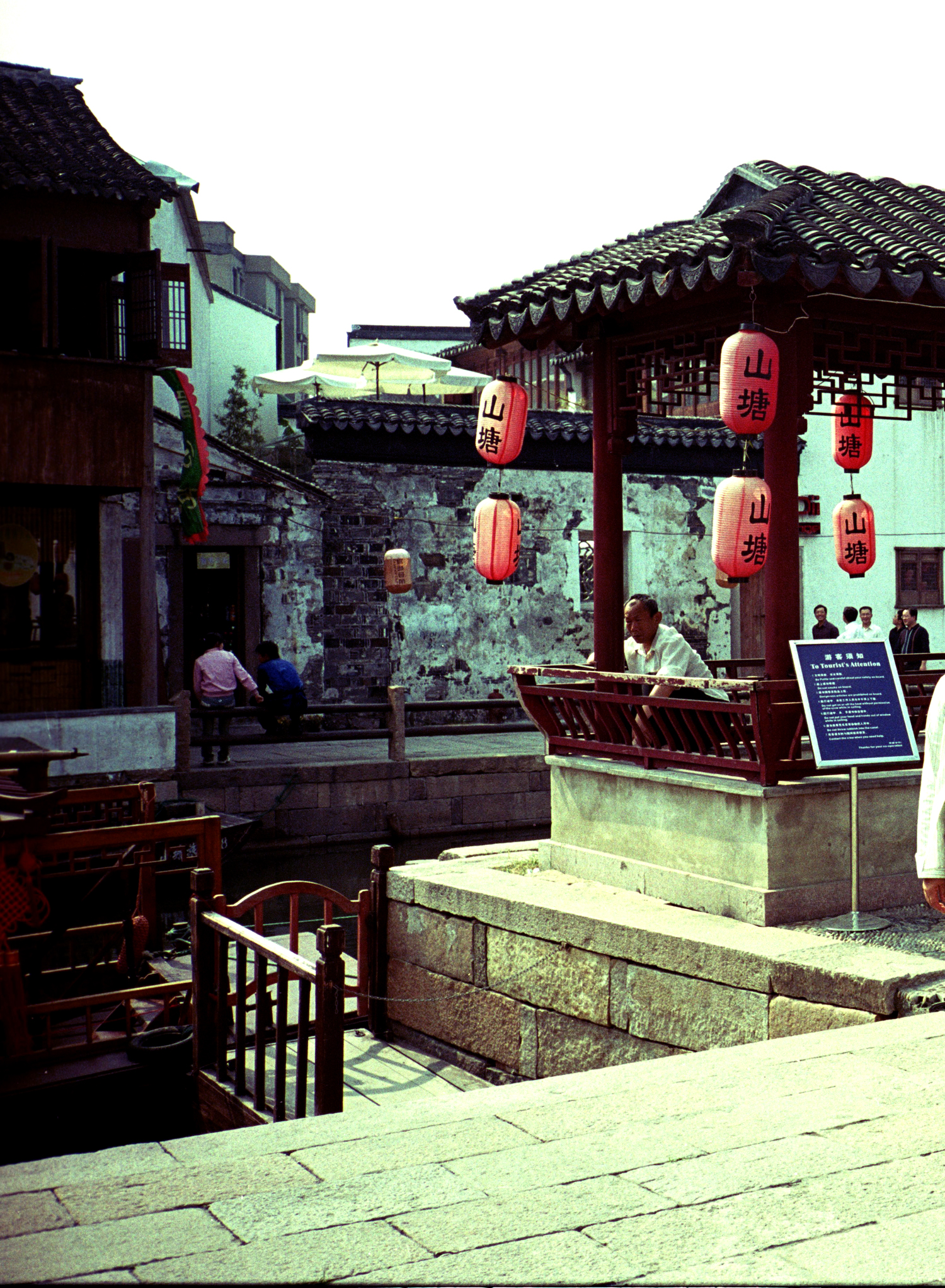
山塘码头
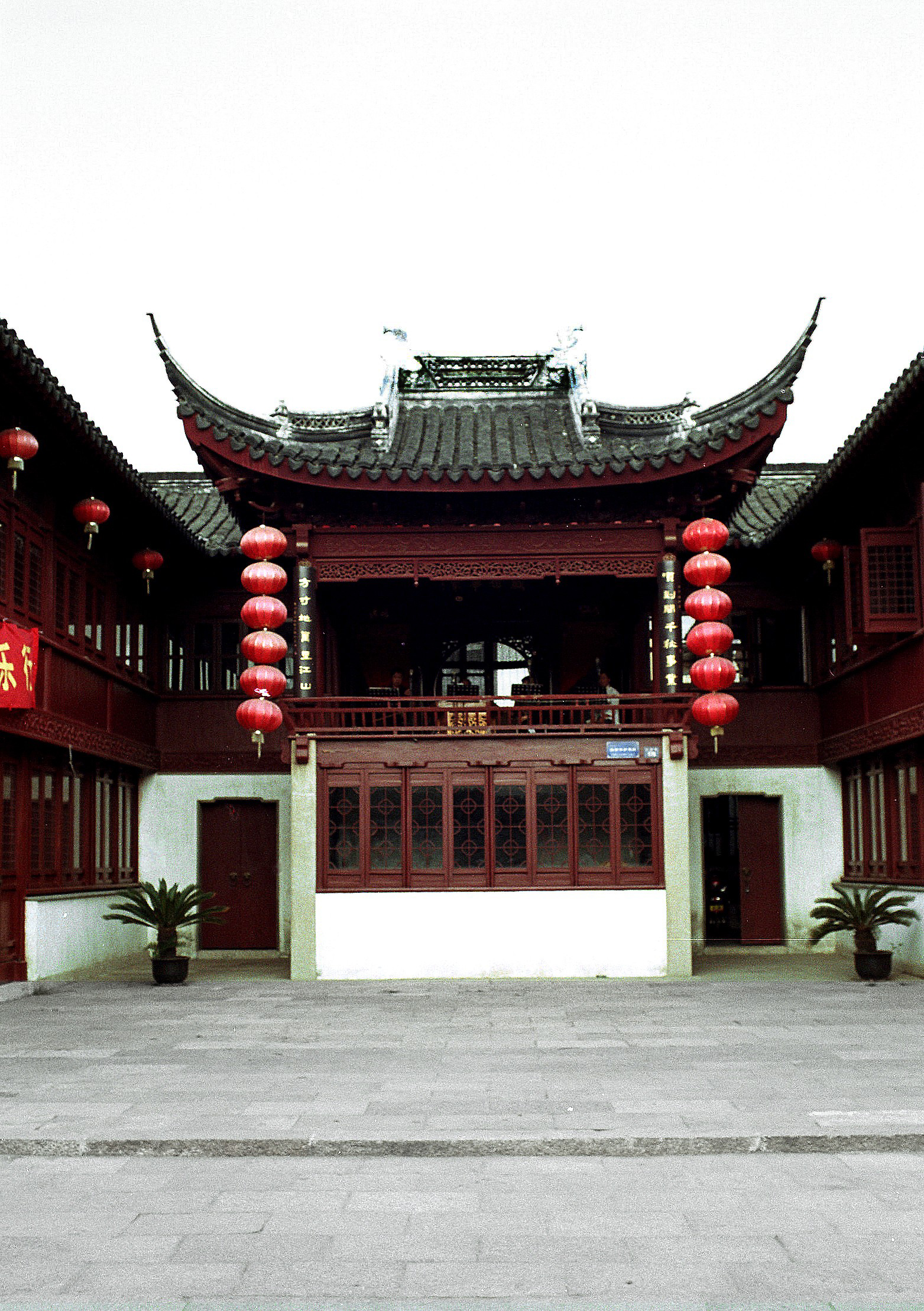
山塘戏台
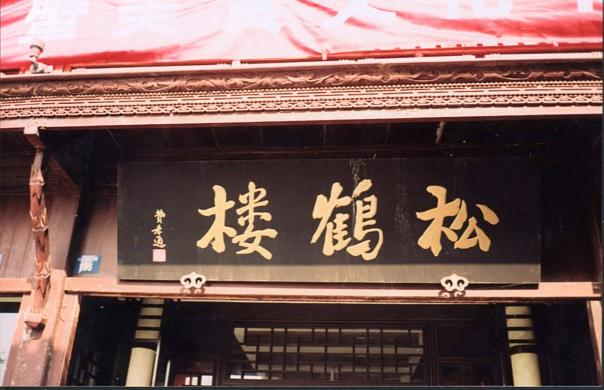
七里山塘松鹤楼